# Jacob Geel

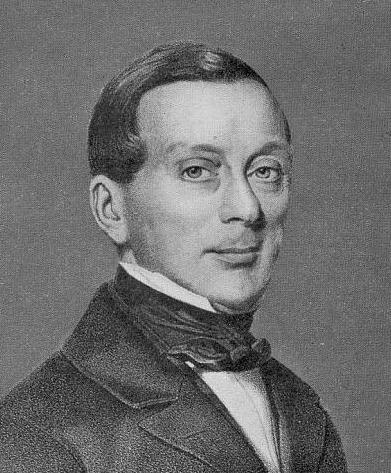
Jacob Geel

Jacob Geel (Ámsterdam, 12 de noviembre de 1789 - † Leiden, 11 de noviembre de 1862) fue un escolástico y bibliotecario holandés.
Inició su carrera como bibliotecario en 1823. En 1833 pasó a ser bibliotecario universitario y profesor de la Universidad de Leiden, en la que permaneció hasta su muerte. Geel contribuyó al desarrollo de los estudios clásicos en los Países Bajos. Fue el responsable de ediciones de Teócrito (1820), de Vatican fragments of Polybius (1829), del Omnitractatus de Dio Chrisostom (1840) y de numerosos ensayos en la Rheinisches Museum and Bibliotheca critica nova, de la cual fue uno de sus fundadores. También hizo una valiosa complilación de los manuscritos que poseía la Biblioteca Universitaria de Leyden y tradujo numerosas obras alemanas al holandés.